# Missa Pange lingua
La Missa Pange lingua è una composizione di musica sacra, scritta secondo l'ordinario della messa, dal compositore franco-fiammingo Josquin des Prez, probabilmente intorno al 1515, negli ultimi anni della sua vita. Molto probabilmente si tratta della sua ultima messa,  costruita a partire dall'inno Pange Lingua. Essa è una delle più famose messe del compositore.

## Retroterra
La Missa Pange lingua è ritenuta l'ultima messa di Josquin. Non era a conoscenza di Ottaviano Petrucci quando mise assieme una collezione di messe di Josquin nel 1514, la terza e ultima dell'opera. Inoltre, la messa contiene riferimenti ad altre tarde opere del compositore come la Missa de beata Virgine  e la Missa sine nomine. Non venne formalmente pubblicata fino al 1539 (da Hans Ott a Norimberga), anche se fonti manoscritte dell'epoca di Josquin contengono l'opera. Il famoso copista Pierre Alamire inserì questa messa all'inizio di una delle sue due raccolte di messe di Josquin.

## Stile
L'inno sul quale è basata la messa è il celebre Pange Lingua di Tommaso d'Aquino, che veniva cantato in occasione dei Vespri del Corpus Domini ed anche durante l'adorazione del Santissimo Sacramento. La messa è una delle quattro di Josquin basata su di un canto e l'ultima (le altre sono Missa Gaudeamus, un lavoro relativamente giovanile, la Missa Ave maris stella e la Missa de beata Virgine. Tutte queste messe sono incentrate, in qualche modo, sulla preghiera alla Vergine Maria). L'inno, in modo frigio, è in sei frasi, di 10, 10, 8, 8, 8 e 9 note rispettivamente. Le sei frasi musicali corrispondono ai sei versi dell'inno. L'opera di Josquin è ben organizzata, con la quasi totalità del materiale melodico tratto dalla fonte inno, e da alcuni motivi sussidiari che appaiono all'inizio della messa. La Missa Pange lingua è considerata uno dei migliori esempi di messa parafrasi.
Come la maggior parte della composizioni basate sull'ordinario della messa, è strutturata in cinque parti:
1. Kyrie
2. Gloria
3. Credo
4. Sanctus
5. Agnus Dei

La maggior parte dei movimenti hanno inizio con la riproposta letterale dell'inizio dell'inno Pange lingua, ma il motivo intero non appare che poco prima della fine, nell'ultima sezione dell'Agnus Dei, quando la superius (la voce più alta) lo canta interamente, in lunghe note, come se Josquin fosse tornato indietro al cantus firmus della metà del XV secolo. Nel 1539, l'editore aggiunse il testo dell'inno sotto le note.
Josquin utilizzò spesso l'imitazione nelle sue messe oltre che le voci pari, anzi vi sono molti passaggi in cui cantano soltanto due voci, fornendo un contrasto con la più completa tessitura che le circonda. Mentre i movimenti iniziano con citazioni dall'originale, nel seguito degli stessi Josquin tratta il Pange lingua in modo molto libero con semplici allusioni allo stesso. Molti passaggi in omofonia sono sorprendenti, e non più di quanto fosse l'impostazione di "et Incarnatus est" nel Credo: qui il testo, "... si è incarnato per opera dello Spirito Santo dalla Vergine Maria ... " è impostato sulla melodia completa tratta dal canto originale che contiene le parole "canta, o mia lingua, il mistero del corpo divino."
Invece che una sommatoria delle sue tecniche precedenti, come si può vedere nelle ultime opere di Guillaume Dufay, la messa di Josquin sintetizza alcune tendenze contrappuntistiche insiste del nuovo stile che si sarebbe affermato tra la fine del XV secolo e l'inizio del XVI.

## Influenze
Costruito sul trattamento fugato del tema del Pange Lingua, del terzo rigo dell'inno nel Kyrie della Missa Pange lingua, il tema "Do-Re-Fa-Mi-Re-Do" divenne uno dei più famosi nella storia della musica. Simon Lohet, Michelangelo Rossi, François Roberday, Johann Caspar Ferdinand Fischer, Johann Jakob Froberger, Johann Kaspar Kerll, Johann Sebastian Bach e Johann Joseph Fux composero delle fughe su di esso, ed in ultimo l'ampia elaborazione nel Gradus ad Parnassum lo fece conoscere a molti aspiranti compositori e fra questi Wolfgang Amadeus Mozart, che adoperò le prime quattro note come soggetto della fuga presente nell'ultimo movimento della sua sinfonia n. 41, la sinfonia Jupiter.